# Paso Robles
Paso Robles (także El Paso de Robles) – miasto (city) w hrabstwie San Luis Obispo, w południowo-zachodniej części stanu Kalifornia, w Stanach Zjednoczonych, położone nad rzeką Salinas. W 2013 roku miasto liczyło 30 857 mieszkańców.
Paso Robles położone jest w regionie winiarskim. W okolicy znajdują się także źródła termalne.
Nazwa miasta oznacza w języku hiszpańskim „dębową przełęcz”.